# Erste Regierung Palmerston

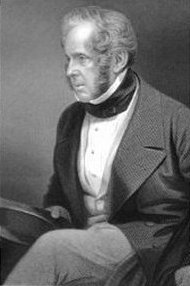
Henry Temple, 3. Viscount Palmerston

Die Erste Regierung Palmerston war von 1855 bis 1858 die Regierung des Vereinigten Königreichs von Großbritannien und Irland. Sie wurde am 6. Februar 1855 von Henry Temple, 3. Viscount Palmerston gebildet und löste die Regierung Aberdeen ab. Sie blieb zum 19. Februar 1858 im Amt, woraufhin die Zweite Regierung Derby gebildet wurde. Ihr gehörten ausschließlich Mitglieder der liberalen Whigs an. 
Bei den Unterhauswahlen vom 7. bis 31. Juli 1852 gewann die Conservative Party unter Edward Smith-Stanley, 14. Earl of Derby 330 (41,2 Prozent) der 654 Mandate im House of Commons und die Whigs von Lord John Russell 324 Sitze (58,4 Prozent), während die Reformbewegung der Chartisten mit 0,2 Prozent den Einzug ins Unterhaus verpasste. Bei den darauf folgenden Unterhauswahlen zwischen dem 27. März und dem 24. April 1857 erhielt die Conservative Party des 14. Earl of Derby 281 (33,1 Prozent) der 654 Sitze im Unterhaus und die Whigs unter der nunmehrigen Führung von Lord Palmerston 373 Mandate (65,1 Prozent), während die Chartisten mit 0,1 Prozent abermals nicht ins House of Commons einzog.

## Kabinettsmitglieder
Dem Kabinett gehörten folgende Mitglieder an:
| Amt                                       | Amtsinhaber | Beginn der Amtszeit                                              | Ende der Amtszeit                                                 |
| ----------------------------------------- | --- | ---------------------------------------------------------------- | ----------------------------------------------------------------- |
| Erster Lord des Schatzamtes               | Henry Temple, 3. Viscount Palmerston                                                                                 | 6. Februar 1855                                                  | 20. Februar 1858                                                  |
| Lordkanzler                               | Robert Rolfe, 1. Baron Cranworth                                                                                     | 6. Februar 1855                                                  | 20. Februar 1858                                                  |
| Lordpräsident des Rates                   | Granville Leveson-Gower, 2. Earl Granville                                                                           | 8. Februar 1855                                                  | 20. Februar 1858                                                  |
| Lordsiegelbewahrer                        | George Campbell, 8. Duke of Argyll Dudley Ryder, 2. Earl of Harrowby Ulick John de Burgh, 1. Marquess of Clanricarde | 6. Februar 1855 7. Dezember 3. Februar 1858                      | 7. Dezember 3. Februar 1858 20. Februar 1858                      |
| Innenminister                             | Sir George Grey, 2. Baronet                                                                                          | 6. Februar 1855                                                  | 20. Februar 1858                                                  |
| Außenminister                             | George Villiers, 4. Earl of Clarendon                                                                                | 6. Februar 1855                                                  | 20. Februar 1858                                                  |
| Kolonialminister                          | Sidney Herbert (Peelite) Lord John Russell Sir William Molesworth, 8. Baronet Henry Labouchère                       | 8. Februar 1855 23. Februar 1855 21. Juli 1855 21. November 1855 | 20. Februar 1855 21. Juli 1855 21. November 1855 20. Februar 1858 |
| Kriegsminister                            | Fox Maule-Ramsay, Lord Panmure                                                                                       | 8. Februar 1855                                                  | 20. Februar 1858                                                  |
| Erster Lord der Admiralität               | Sir James Graham, 2. Baronet Sir Charles Wood                                                                        | 6. Februar 1855 13. März 1855                                    | 13. März 1855 20. Februar 1858                                    |
| Schatzkanzler                             | William Gladstone (Peelite) Sir George Cornewall Lewis                                                               | 6. Februar 1855 28. Februar 1855                                 | 28. Februar 1855 20. Februar 1858                                 |
| Präsident des Kontrollamtes               | Sir Charles Wood Robert Vernon Smith                                                                                 | 10. Februar 1855 28. Februar 1855                                | 28. Februar 1855 20. Februar 1858                                 |
| Präsident des Handelsminister             | Edward Stanley, 2. Baron Stanley of Alderley                                                                         | 27. November 1855                                                | 20. Februar 1858                                                  |
| Kanzler des Herzogtums Lancaster          | Dudley Ryder, 2. Earl of Harrowby Matthew Talbot Baines                                                              | 31. März 1855 7. Dezember 1855                                   | 7. Dezember 1855 20. Februar 1858                                 |
| Erster Kommissar für öffentliche Arbeiten | Sir William Molesworth, 8. Baronet                                                                                   | 6. Februar 1855                                                  | 21. Juli 1855                                                     |
| Generalpostmeister                        | Charles Canning, 2. Viscount Canning George Campbell, 8. Duke of Argyll                                              | 6. Februar 1855 30. November 1855                                | 30. November 1855 20. Februar 1858                                |
| Minister ohne Geschäftsbereich            | Henry Petty-Fitzmaurice, 3. Marquess of Lansdowne                                                                    | 6. Februar 1855                                                  | 20. Februar 1858                                                  |